# Carneiros
Carneiros este un oraș în statul Alagoas (AL) din Brazilia.